# Humerál
Humerál (lat. Humerale), zvaný též amiktus (lat. amictus), obecněji velum, je část liturgického oděvu katolických kněží. Jedná se o šátek z lněného plátna, který si kněz klade na ramena a kolem krku, doplněk k albě.

## Minulost
Odvozuje se od starobylého šátku, který nosili lidé, náležející k vyšším společenským vrstvám. Částí církevního oblečení se stal teprve v 9. století ve Francii. Jde o obdélníkový šátek, který si obléká kněz pod albu tak, aby zakryl světský oděv, který nesmí být vidět.

Symbolika v humerálu viděla v počátcích šátek, kterým vojáci převázali oči Ježíšovi. Pozdější verze mluvila o něm jako o „přilbě spásy“, o níž se ve svých listech zmiňuje apoštol Pavel: 
| „ | Vlož, Pane, na mou hlavu přilbu spásy, abych s Tvou pomocí přemohl útoky ďábla. | “ |

 Kněží si kladli humerál nejdříve na hlavu a až posléze si ho spustili kolem krku. Humerál měl během liturgie kněze chránit před špatnými myšlenkami a slovy, které by mohl vyslovit.

## Současnost
Dnes má podobu bílého obdélníkového šátku o rozměrech cca 60 x 80 cm s vyšitým křížem uprostřed a s tkanicemi, který si kněz obléká jako první pod albu. Zakrývá šíji a ramena nositele a zavazuje se na prsou. Kromě symbolického významu má i význam praktický, neboť chrání albu před potem a tak brání ušpinění liturgického roucha.